# Thelypteris margaretae
Thelypteris margaretae är en kärrbräkenväxtart som först beskrevs av E. Brown, och fick sitt nu gällande namn av Ren-Chang Ching. Thelypteris margaretae ingår i släktet Thelypteris och familjen Thelypteridaceae. Inga underarter finns listade.